# 石頭希遷
石頭希遷（せきとう きせん）は、中国・唐代の禅僧。諡は無際大師。俗姓は陳。端州高要県の出身。慧能の弟子である青原行思の弟子であり、その一派を石頭宗と呼んでいる。

## 略歴
初めは六祖慧能に師事していたが、その遷化にあい、吉州の青原行思のもとへ移り、法嗣となった。
742年（天宝元年）、南嶽衡山の南台寺に移り、その東側にあった石上に庵を編んだため、「石頭」と称されるようになった。門弟子は多かったが、当初、さほど目立った存在ではなかったようである。圭峰宗密は、牛頭宗の一派と見誤っている（『禅源諸詮集都序』）。
門下には、薬山惟儼や天皇道悟、丹霞天然らの著名な禅匠が見られ、馬祖道一の洪州宗と勢力を競うまでになった。ただ、天皇道悟や丹霞天然は、石頭だけではなく、馬祖のもとでも修禅に励んでおり、逆に馬祖の弟子となる五洩霊黙が石頭のもとに居たように、両派の門下の往来が頻繁であったことを窺うことができる。
貞元6年（791年）、死去。
長慶年間（821年-824年）に、穆宗より無際大師の諡号が贈られた。

## 肉身仏
横浜市にある曹洞宗大本山總持寺には、石頭のものとされる肉身仏（ミイラ）が安置されている（非公開）。
元々中国の湖南の寺院に祀られていたが、辛亥革命の際に寺院が兵火を受けたため、日本人が保護して日本に持ち込んだと伝わる。1914年（大正3年）の大正博覧会に出展され、その際の写真が現存する。その後青梅市に安置されていたが、日本ミイラ研究グループの手に渡り、さらに1975年（昭和50年）から總持寺で祀られることとなった。
『宋高僧伝』には、石頭希遷をミイラにしたとは書かれていない。また、『南嶽総勝集』中巻には、楚寧寺は石頭希遷の遺骨の埋葬地とする記述がある。さらに、『東京大正博覧会事務報告』には、博覧会に出展されたミイラは、達磨大師の第2高弟で、江西省汗洲府竜泉寺に祀られていたものとの説明がされている。これについて安藤更生は、返還要求を受けないためのデタラメと推測している。しかし、このミイラが石頭希遷なのか否かは確かめようがない。

## 著作
石頭希遷の著作として、2編の偈頌が伝わる。
『参同契』は、修行の心得を説いたもので、日本の曹洞宗の寺院では朝課（毎朝のお勤め）や法要において読誦されている。
『草庵歌』は、 この世の喧騒から離れた、草ぶきの小さな庵で一人静かに暮らす心境が、禅において必要とされる心の有り様に通ずることを教示する。

## 伝記
- 石井修道『石頭 自己完結を拒否しつづけた禅者』臨川書店〈唐代の禅僧3〉、2013年1月。ISBN 978-4-653-03993-8。